# Anathallis bolsanelloi
Anathallis bolsanelloi är en orkidéart som beskrevs av Guy Robert Chiron och Vitorino Paiva Castro. Anathallis bolsanelloi ingår i släktet Anathallis och familjen orkidéer. Inga underarter finns listade i Catalogue of Life.